# Matrix Resurrections
Pour les articles homonymes, voir Matrix.
Série Matrix
Matrix Revolutions
(2003)
Pour plus de détails, voir Fiche technique et Distribution.
Matrix Resurrections, ou La Matrice : Résurrections au Québec, est un film de science-fiction américain coécrit et réalisé par Lana Wachowski et sorti en 2021. Il s'agit du quatrième volet de la franchise Matrix après le premier opus Matrix (1999) et ses deux suites, Matrix Reloaded (2003) et Matrix Revolutions (2003). Il s'agit également du seul volet qui ne soit pas réalisé par Lana et Lilly Wachowski, mais uniquement par Lana Wachowski.
Keanu Reeves, Carrie-Anne Moss, Jada Pinkett Smith et Lambert Wilson reprennent leurs rôles tenus dans les précédents volets, tandis que Laurence Fishburne, Hugo Weaving et Tanveer K. Atwal sont remplacés par Yahya Abdul-Mateen II (dont le rôle est en fait une copie numérique du personnage original), Jonathan Groff (dont le personnage a changé de forme) et Priyanka Chopra (dont le personnage a maintenant grandi). Le film introduit également de nouveaux personnages, interprétés notamment par Neil Patrick Harris (l’Analyste), Jessica Henwick (Bugs) et Toby Onwumere (Sequoia).
Le film suit Thomas A. Anderson (alias Neo) qui ne se souvient plus de quoi que ce soit et mène une vie d'apparence normale à San Francisco. Il est le créateur d'une trilogie de jeux vidéo à succès... Matrix. Mais c'est un homme perturbé par d'étranges hallucinations. Il se rend régulièrement chez un psychiatre à qui il raconte ses rêves étranges et qui lui prescrit des pilules bleues. Après la réapparition de visages familiers et en quête de réponses, Neo repart à la recherche du lapin blanc. Il rencontre un certain Morpheus, qui lui offre le choix entre rester dans la Matrice et prendre son envol.

## Synopsis
Thomas Anderson est un développeur de jeux vidéo à succès chez Deus Machina, créateur de la série The Matrix, basée sur ses faibles souvenirs en tant que Neo. Dans un café local, il continue de croiser la route de Tiffany, une mère mariée qui n'a aucun souvenir de son passé, sur laquelle Anderson a basé Trinity, un personnage de son jeu. Anderson a parfois du mal à séparer la réalité perçue des rêves et son thérapeute lui prescrit des pilules bleues pour supprimer ces événements ; cependant, il cesse de les prendre.
Anderson utilise une simulation appelée modal, un bac à sable de programmation créé pour développer des personnages de jeu. Une jeune femme nommée Bugs apprend que le modal exécute un vieux code en boucle, représentant le moment où Trinity a trouvé Neo dans la Matrice. Bugs découvre également que Morpheus incarne l'agent Smith de la matrice dans le modal. Elle l'aide à se libérer avant que Smith, le partenaire commercial d'Anderson, ne puisse effacer le modal. Après avoir découvert sa position, Bugs et Morpheus extraient Anderson de la Matrice et apprennent en même temps que Smith est en fait l'agent Smith de l'ancienne matrice. Cependant, au moment où Anderson s'apprête à être tué par Smith, il reprend conscience en pleine séance avec son analyste, comme s'il avait rêvé. Le soir suivant, Bugs vient chercher Néo et réussi à le faire sortir de la Matrice avec beaucoup de difficulté : ils devaient passer dans un train rempli de gens qui, contrairement à l'ancienne version de la Matrice où seuls les trois Agents se téléchargeaient sur eux, tous se retrouvent programmés pour tuer les fuyards.
Neo se réveille alors dans une capsule et remarque que Trinity est confinée dans une autre capsule voisine. Des machines envoyées par Bugs le récupèrent et le transportent vers le vaisseau Mnemosyne qui le conduit au bastion humain, Io. Là, il retrouve Niobe, âgée, qui lui explique que soixante ans se sont écoulés dans le monde réel depuis la guerre des Machines (Morpheus que Neo avait connu est décédé depuis). Ces dernières ont accepté l'offre de paix que Neo leur avait faite, et libéré les humains qui le souhaitaient ; en outre des machines se sont rapprochées des humains et se sont baptisées les Sentients. Mais la paix a eu un effet inattendu : la libération des humains, qui servaient de source d'énergie aux machines, a provoqué une pénurie, laquelle a entrainé une guerre civile entre cités de machines. Et au milieu de ce chaos, un nouveau pouvoir est apparu, qui a pris le contrôle des machines et installé une nouvelle version de la Matrice en la purgeant de nombreux programmes, tel que l'Oracle. Les survivants humains se sont alliés aux Sentients, les machines qui ont fait défection pour rejoindre la société humaine afin de survivre. Neo apprend à Niobé que Trinity est en vie ; mais bien que Neo veuille sauver Trinity, Niobe s'y oppose et préfère l'enfermer. Bugs et ses coéquipiers désobéissent alors à Niobe et délivrent Neo pour l'aider à libérer Trinity.
Après être entrés dans la Matrice, ils sont brusquement confrontés à Smith et à d'autres programmes de l'ancienne version de la Matrice qui se sont exilés pour éviter la purge et qui veulent que la Matrice retrouve son ancienne forme, avec parmi eux le Mérovingien. Dans le combat qui s'ensuit, Smith est vaincu par Neo, qui retrouve progressivement ses capacités. Ils partent et localisent Tiffany, mais avant que Neo ne puisse lui parler, son thérapeute apparaît et l'immobilise en manipulant le temps puis le hante avec des références à son passé. Il révèle son identité en tant que l'Analyste, un programme à la fois conçu pour étudier la psyché humaine et pour diriger la Matrice au complet. Il explique qu'après la mort de Neo et de Trinity, il a pu les ressusciter à grand frais pour les étudier. Ce faisant, il a découvert qu'en supprimant leurs souvenirs mais en les gardant près de lui, il a créé une matrice efficace, capable de produire de l'énergie tout en résistant aux anomalies qui ont causé l'échec des itérations précédentes. La libération de Neo a déstabilisé le système et menace un redémarrage de la Matrice, selon l'Analyste, qui a gagné du temps auprès de ses supérieurs en les convainquant que Neo retournerait volontairement dans sa capsule pour éviter de mettre la vie de Trinity en danger.
Neo et Bugs quittent de force la Matrice lorsqu'un autre vaisseau envoyé par Niobe ramène le Mnémosyne sur Io. Niobe emmène Neo chez Sati, un programme d'exil qu'il a déjà rencontré, dont les parents ont été tués par les machines. Cherchant à se venger, Sati l'aide à élaborer un plan pour libérer Trinity. De retour dans la Matrice, pendant que Morpheus, Bugs et Sati tentent d'extraire le corps de Trinity de son module dans le monde réel, Neo passe un accord avec l'Analyste : s'il ne parvient pas à convaincre Trinity de se souvenir de son passé et de quitter volontairement la Matrice, il acceptera de retourner dans son module. L'Analyste accepte et tandis que Neo essaye de convaincre Tiffany qu'elle fait partie de la matrice, sa famille apparaît et l'incite à rester. Elle cède d'abord mais les rejette peu après, se rappelant finalement sa véritable identité, Trinity. Alors que l'Analyste tente de la tuer, Smith intervient pour se venger de son propre emprisonnement, ce qui donne à Neo, Trinity et aux autres le temps de s'échapper. Poursuivis par l'ensemble de la population de la matrice, Neo et Trinity se retrouvent finalement coincés au sommet d'un gratte-ciel. Se tenant par la main, ils sautent en espérant que Neo reprenne son vol, mais c'est Trinity qui s'envole et les emmène en sécurité.
Grâce au nouveau contrôle de Trinity sur la Matrice, ils retournent affronter l'Analyste, qui adopte maintenant une position soumise, devenant le nouveau chef des machines. Ils le remercient ironiquement pour ce nouveau départ, qu'ils ont l'intention d'utiliser pour refaire la Matrice comme ils l'entendent.

## Fiche technique
Sauf indication contraire, les informations mentionnées dans cette section peuvent être confirmées par la base de données cinématographiques IMDb,  présente dans la section « Liens externes ».
- Titre original : The Matrix Resurrections
- Titre français : Matrix Resurrections
- Titre québécois : La Matrice : Résurrections[1]
- Réalisation : Lana Wachowski
- Scénario : Lana Wachowski, Aleksandar Hemon et David Mitchell
- Musique : Johnny Klimek et Tom Tykwer
- Direction artistique : Richard Bloom, Wolfgang Metschan, Tarnia Nicol et Nanci Noblett
- Décors : Hugh Bateup et Peter Walpole
- Costumes : Lindsay Pugh
- Photographie : John Toll
- Montage : Joseph Jett Sally
- Production : Grant Hill et Lana Wachowski
  - Production exécutive : José Luis Escolar
  - Production déléguée : Bruce Berman et Terry Needham
  - Coproduction : Miki Emmrich
- Sociétés de production[2] : Village Roadshow Pictures, Warner Bros. et NPV Entertainment
- Société de distribution[2] : Warner Bros.
- Budget : 190 millions $
- Pays de production :  États-Unis
- Langue originale : anglais
- Format[3] : couleur — 2,39:1 (CinemaScope)
- Genre : science-fiction, action
- Durée : 148 minutes
- Dates de sortie[4] :
  - Canada : 16 décembre 2021 (avant-première à Toronto)
  - États-Unis : 22 décembre 2021 (au cinéma et sur HBO Max)
  - France : 22 décembre 2021[5]

## Distribution
- Keanu Reeves[6] (VF : Jean-Pierre Michaël ; VQ : Daniel Picard) : Neo / Thomas Anderson
- Carrie-Anne Moss (VF : Danièle Douet)[6] : Trinity / Tiffany
- Yahya Abdul-Mateen II[7] (VF : Mohad Sanou ; VQ : Fayolle Jean Jr.) : Morpheus / l'agent Smith dans le modal
- Jessica Henwick[7] (VF : Ingrid Donnadieu ; VQ : Magalie Lépine-Blondeau) : Bugs
- Jonathan Groff[7] (VF : Marc Arnaud) : Smith
- Neil Patrick Harris[7] (VF : Vincent Ropion ; VQ : François Godin) : l'Analyste
- Priyanka Chopra Jonas[8] (VF : Léovanie Raud) : Sati
- Jada Pinkett Smith (VF : Annie Milon)[6] : la générale Niobe
- Christina Ricci : Gwyn de Vere
- Lambert Wilson (VF et VQ : lui-même)[9] : le Mérovingien
- Toby Onwumere[7] (VF : Diouc Koma ; VQ : Christian Perrault) : Sequoia dit « Seek »
- Max Riemelt (VF : Laurent Maurel) : Sheperd
- Eréndira Ibarra[10] : Lexy
- Andrew Caldwell (VF : Christophe Lemoine ; VQ : Alexandre L'Heureux) : Jude
- Telma Hopkins (VF : Anne Plumet) : Freya
- Freema Agyeman : Astra
- Brian J. Smith[11] : Berg
- Daniel Bernhardt : l'agent Johnson
- Ian Pirie : le lieutenant de police
- Ellen Hollman : Echo (Trinity dans le modal)[12],[13]
- Chad Stahelski (VF : Fabrice de La Villehervé) : Chad
- Laurence Fishburne : Morpheus (images d'archives)
- Hugo Weaving : l'agent Smith (images d'archives)
- Monica Bellucci : Perséphone (images d'archives)
- Gloria Foster : l'Oracle (images d'archives)

## Production

### Genèse et développement
Le film est officiellement annoncé par Warner Bros. le 20 août 2019. Il est ensuite annoncé que seule Lana Wachowski en sera la réalisatrice. Le scénario est écrit par Lana Wachowski, Aleksandar Hemon et David Mitchell, qui ont déjà collaboré en cosignant le final de la série Sense8. Les Wachowski ont par ailleurs réalisé l'adaptation cinématographique du roman Cartographie des nuages de David Mitchell.
Lilly Wachowski ne participe pas à la production du film en raison de son travail sur la série Work in Progress. Elle fait néanmoins part de son soutien à ceux qui se sont impliqués afin de proposer une histoire encore « meilleure que l'originale ». Elle précise qu'elle avait besoin de passer du temps loin de l'industrie pour « me reconnecter avec moi-même en tant qu'artiste », ayant également été affectée par le décès de ses parents.
Dans le courant du mois, John Toll est recruté comme directeur de la photographie, ayant déjà officié pour les Wachowski sur le tournage de Cloud Atlas, Jupiter Ascending et Sense8.

### Attribution des rôles
Bien que les personnages de Neo et Trinity retrouvent leurs interprètes originels (Keanu Reeves et Carrie-Anne Moss), ce n'est pas le cas de Morpheus, incarné par Laurence Fishburne dans la trilogie originale.
En octobre 2019, Yahya Abdul-Mateen II et Neil Patrick Harris (connus pour avoir joués dans les séries télévisées Watchmen et How I Met Your Mother) intègrent l'équipe du film. Jada Pinkett Smith entame des négociations pour reprendre son rôle de Niobe, de même que Jessica Henwick pour un rôle non divulgué. Pinkett-Smith et Henwick sont confirmées en décembre aux côtés de Jonathan Groff (Mindhunter) et Toby Onwumere (Sense8).
En janvier 2020, Eréndira Ibarra est engagée alors que Priyanka Chopra entre dans la phase finale des négociations. Ce même mois, Lambert Wilson, qui joue le Mérovingien dans Reloaded et Revolutions, révèle qu'il est en négociations pour reprendre le rôle. Sa présence est officialisée le 28 février 2020.
En septembre 2020, la production annonce que Daniel Bernhardt reprend son rôle d'agent Johnson. En juin 2021, la participation de Christina Ricci est révélée.
Hugo Weaving, l'interprète de l'agent Smith devait initialement revenir pour ce quatrième opus, mais un conflit d'emploi du temps pousse Lana Wachowski à réaliser cette suite sans lui.
Joe Pantoliano, qui est apparu dans le film original en tant que Cypher, a quant à lui exprimé son intérêt à reprendre son rôle malgré la mort de son personnage dans le premier épisode. Il a cherché à contacter Lana Wachowski à ce sujet, en vain.

### Tournage

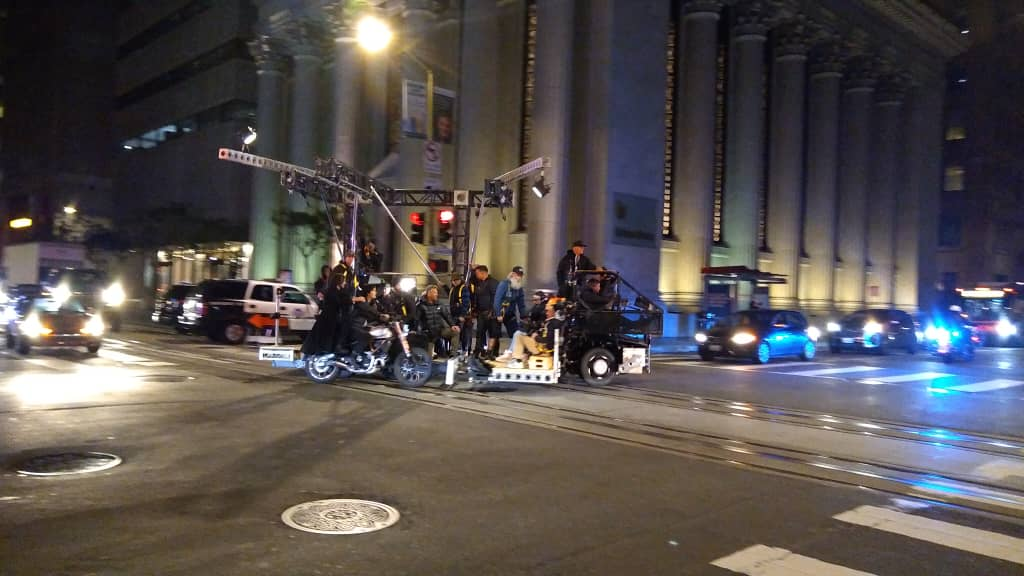
Keanu Reeves et Carrie-Anne Moss durant une scène de moto dans le quartier financier de San Francisco sous la direction de Lana Wachowski.

Le tournage débute sous le nom de code Project Ice Cream à San Francisco en février 2020,,. Il se déroule également dans les studios de Babelsberg (Allemagne) et à Chicago,.
Le 16 mars 2020, la production du film est suspendue en raison de la pandémie de Covid-19. Le 16 août 2020, Keanu Reeves confirme que le tournage avait repris à Berlin. Le tournage prend fin le 11 novembre 2020.

## Sortie et accueil

### Dates de sortie
La sortie du film, prévue au départ pour le 21 mai 2021, est repoussée au 22 décembre 2021 aux États-Unis. Une sortie simultanée est prévue sur le service de diffusion en continu HBO Max pendant un mois, dans le cadre des plans de Warner Bros. pour tous ses films à sortir en 2021.
Le 18 novembre 2021, Warner Bros. France dévoile l'affiche officielle française et confirme la date de sortie au 22 décembre 2021. Matrix Resurrections est présenté le 16 décembre 2021 en avant-première à Toronto. Il sort également ce même jour dans certains pays comme l'Azerbaïdjan, le Kazakhstan ou la Russie. L'avant-première américaine a lieu à San Francisco le 18 décembre. Il sort dans le reste du monde le 22.

### Accueil critique
Le film reçoit des critiques partagées. Sur l'agrégateur américain Rotten Tomatoes, il récolte 67 % d'opinions favorables pour 197 critiques et une note moyenne de 6,3⁄10. Le consensus suivant résume les critiques compilées par le site : « S'il lui manque l'artisanat original et tonique de l'original, Matrix Resurrections revisite le monde de la franchise avec esprit, une perspective opportune et du cœur ». Sur Metacritic, il obtient une note moyenne de 64⁄100 pour 50 critiques.
En France, le site Allociné propose une moyenne de 3,5/5 pour les critiques de presse.

### Box-office
La première semaine d'exploitation dans le monde du quatrième opus est timide, avec 22,5 millions de dollars, reléguant le film loin derrière Spider-Man: No Way Home ainsi que Tous en scène 2. En France, sur le seul premier jour d'exploitation, 142 692 spectateurs s'étaient déplacés au cinéma.
En 2022, la société de production Village Roadshow, qui coproduit le film, fait un procès à Warner Bros, pour une rupture de contrat concernant la sortie de Matrix Resurrections sur la plateforme de streaming HBO Max. Un choix qui a privé Village Roadshow de plusieurs millions de dollars.
| Pays ou région    | Box-office                       | Date d'arrêt du box-office | Nombre de semaines |
| ----------------- | -------------------------------- | -------------------------- | ------------------ |
| États-Unis Canada | 37 686 805 $                     | 3 mars 2022                | 10                 |
| Chine             | 13 600 000 $ (2 224 726 entrées) | 13 février 2022            | 5                  |
| France            | 972 644 entrées (7 640 258 $),   | 1er mars 2022              | 10                 |
| Total mondial     | 157 297 525 $                    | 3 mars 2022                | 10                 |